# Carmelo Borobia
Joaquín Carmelo Borobia Isasa (ur. 16 sierpnia 1935 w Cortes, zm. 23 kwietnia 2022 w Saragossie) – hiszpański duchowny rzymskokatolicki, w latach 2004-2010 biskup pomocniczy Toledo.

## Życiorys
Święcenia kapłańskie przyjął 19 lipca 1959. Po święceniach i rocznym stażu wikariuszowskim przeniósł się do Madrytu, a następnie do Rzymu, gdzie był najpierw duszpasterzem wiernych hiszpańskojęzycznych, a następnie pracownikiem watykańskiego Sekretariatu Stanu. W 1978 wrócił do Hiszpanii i rozpoczął pracę w saragoskim sekretariacie generalnym.
19 kwietnia 1990 został mianowany biskupem pomocniczym Saragossy ze stolicą tytularną Elo. Sakrę biskupią otrzymał 9 czerwca 1990. 24 maja 1996 objął urząd biskupa Tarazony, a  21 października 2004 został mianowany biskupem pomocniczym Toledo ze stolicą tytularną Rubicon. 3 grudnia 2010 przeszedł na emeryturę.